# Żegnaj więc
Żegnaj więc – trzeci singiel Urszuli promujący jej album Supernova.

## Lista utworów
- "Żegnaj więc" (4:36)
- "Supernova" (5:27)
- "Wywiad przeprowadzony przez M. Niedźwieckiego" (23:32)
- "Pozdrowienia dla słuchaczy twojego radia"

## Twórcy
- Urszula – śpiew (1,2)
- Stanisław Zybowski – gitary (1,2)
- Małgosia Paduch – chórki (1)
- Sławek Piwowar – instrumenty klawiszowe (1,2)
- Wojtek Kuzyk – gitara basowa (1,2)
- Robert Szymański – perkusja (1)
- Krzysztof Patocki – perkusja (2)
- Jurek Suchocki – loopy (2)

- Produkcja – Stanisław Zybowski
- Realizacja nagrań – Rafał Paczkowski
- Mastering – Grzegorz Piwkowski
- Managment – Julita Janicka Impres JOT
- Nagrań dokonano w Studio Buffo sierpień/wrzesień 1998
- Zdjęcia pochodzą z telewizji Atomic

## Listy przebojów
| Notowania                          | pozycja |
| ---------------------------------- | ------- |
| Lista Przebojów Programu Trzeciego | 19      |
| Szczecińska Lista Przebojów        | 20      |